# Přebor Středočeského kraje 2019/2020
Ondrášovka krajský přebor (jednu ze skupin 5. fotbalové ligy) hrálo v sezóně 2019/2020 16 klubů. Vítězem se stalo mužstvo FC Velim, poté co byla sezóna v březnu roku 2020 z důvodu celosvětové pandemie nemoci covid-19 nejprve přerušena a následně předčasně ukončena.

## Systém soutěže
Kluby se měly v soutěži střetnout každý s každým dvoukolovým systémem podzim–jaro a odehrát tak celkem 30 kol. Nakonec se ovšem stihlo odehrát pouze 16 kol než byla soutěž předčasně ukončena. Pořadí bylo ponecháno po 16. kole, ale nikdo ze soutěže nepostoupil ani nesestoupil.

## Nové týmy v sezoně 2019/20
- Po ČFL se přihlásil do Přebor Středočeského kraje tým FK Dobrovice.[2]
- Z I. A třídy postoupila mužstva FK Komárov (vítěz skupiny A), FK Kosoř (2. místo ve skupině A), SK Kosmonosy (vítěz skupiny B), FK Slovan Lysá nad Labem (2. místo ve skupině B) a FC Sellier & Bellot Vlašim B (3. místo ve skupině B).

## Výsledná tabulka (po 16 kolech)
| Poř. | Tým                             | Z  | V  | VP | PP | P  | VG | OG | B  |
| ---- | ------------------------------- | -- | -- | -- | -- | -- | -- | -- | -- |
| 1.   | FC Velim                        | 16 | 12 | 1  | 1  | 2  | 46 | 20 | 39 |
| 2.   | TJ Klíčany                      | 16 | 11 | 1  | 2  | 2  | 48 | 14 | 37 |
| 3.   | SK Kosmonosy                    | 16 | 11 | 0  | 0  | 5  | 44 | 23 | 33 |
| 4.   | FK Komárov                      | 16 | 10 | 1  | 1  | 4  | 30 | 16 | 33 |
| 5.   | FK Dobrovice                    | 16 | 7  | 2  | 2  | 5  | 31 | 25 | 27 |
| 6.   | TJ SK Hřebeč                    | 16 | 8  | 1  | 0  | 7  | 42 | 40 | 26 |
| 7.   | FC Sellier & Bellot Vlašim B    | 16 | 8  | 0  | 2  | 6  | 34 | 33 | 26 |
| 8.   | SK Posázavan Poříčí nad Sázavou | 16 | 7  | 1  | 2  | 6  | 32 | 28 | 25 |
| 9.   | AFK Tuchlovice                  | 16 | 7  | 0  | 2  | 7  | 23 | 27 | 23 |
| 10.  | FK Bohemia Poděbrady            | 16 | 5  | 3  | 2  | 6  | 29 | 35 | 23 |
| 11.  | SK Lhota                        | 16 | 6  | 2  | 1  | 7  | 23 | 30 | 23 |
| 12.  | TJ Sokol Nespeky                | 16 | 4  | 3  | 1  | 8  | 19 | 18 | 19 |
| 13.  | SK Hvozdnice                    | 16 | 5  | 1  | 1  | 9  | 26 | 33 | 18 |
| 14.  | FK Kosoř                        | 16 | 3  | 2  | 0  | 11 | 28 | 50 | 13 |
| 15.  | FK Slovan Lysá nad Labem        | 16 | 3  | 0  | 2  | 11 | 24 | 53 | 11 |
| 16.  | Sokol Nové Strašecí             | 16 | 2  | 1  | 0  | 13 | 15 | 49 | 8  |

Poznámky:
- Z = Odehrané zápasy; V = Vítězství; VP = Vítězství po penaltách; PP = Prohry po penaltách; P = Prohry; VG = Vstřelené góly; OG = Obdržené góly; B = Body
- SK Kosmonosy postupem mimo pořadí nahradí v Divizi odhlášené mužstvo Sportovní sdružení Ostrá[3].
- Sokol Nové Strašecí odstoupil z Přebor Středočeského kraje do I. A třída Středočeského kraje.[4]

|  | Postup do příslušné Divize (A, B nebo C) |
|  | Sestup do příslušné I. A třídy           |